# Aristaria bocanalis
Aristaria bocanalis är en fjärilsart. Aristaria bocanalis ingår i släktet Aristaria och familjen nattflyn. Inga underarter finns listade i Catalogue of Life.